# AM 748 I 4to
AM 748 I 4to er et islandsk manuskript som er lavet af velin. Manuskriptet er dateret til mellem 1300 og 1325 og består af seks bevarede ark, med skrift på begge sider. Det indeholder fragmenter af Ældre Edda, i form af syv digte relateret til norrøn mytologi. De tre første digte er komplette:
- Sangen om Grimne (Grímnismál)
- Kvadet om Hyme (Hymiskviða)
- Baldrs draumar (Baldrs draumar)

De tre næste digte er bare delvist bevaret:
- Sangen om Skirners rejse (Skírnismál)
- Thor og færgemanden (Hárbarðsljóð)
- Sangen om Vavtrudne (Vafþrúðnismál)

På sidste side findes fragmenter af et syvende digt, i form af begyndelsen på prologen:
- Vølundkvadet (Völundarkviða)

AM 748 I 4to er et historisk vigtigt dokument ved at det er det eneste bevarede manuskript som indeholder Edda-digtet Balders drømmer. De andre seks digte findes i Codex Regius.